# 紀清両党
紀清両党（きせいりょうとう）とは下野国宇都宮大明神の座主である宇都宮氏の家中の精鋭として知られた武士団。東国武士の武勇を代表する武士団として有名である。

## 概要

### 名前の由来
紀清両党の「紀」は益子氏の本姓である紀氏から、「清」は芳賀氏の本姓である清原氏からであり、それらの一族で構成されている。

### 紀清両党の誕生～鎌倉時代
文治5年（1189年）の時点で芳賀・益子氏は宇都宮氏の郎従として合戦に従っていることが確認されているが、紀清両党がいつ組織されたかは明らかになっていない。
文治5年7月から9月にかけて起こった奥州合戦では、益子正重、芳賀高親が宇都宮朝綱に従い戦功をあげており、源頼朝から源氏の白旗一流ずつを贈られた。このことが後世まで芳賀・益子氏の栄誉とされ、世にその武勲を知らしめる端緒となった。
以後も紀清両党は宇都宮氏の筆頭武士団として武を支えた。

### 鎌倉時代後期～室町時代
宇都宮氏は鎌倉時代に鎌倉幕府から強大な軍事力を持つ存在とみなされ、度々重用されるほどにまでになっていた。
元弘の乱でも当主宇都宮公綱に従い戦う。益子貞正や芳賀高名（禅可）などが活躍しており、楠木正成は「宇都宮氏は坂東一の弓矢とりであるとして、その両翼たる 益子氏、芳賀氏ら紀清両党は戦場において命を捨てることを厭わない」と評し、宇都宮氏及び紀清両党の武勇を恐れ、兵を退いた話は有名である。その他にも天王寺の戦い・千早城の戦いなどで奮戦し、活躍している。
公綱の嫡男宇都宮氏綱が北朝に従った際には、芳賀禅可、益子貞正ら紀清両党も氏綱に従い活躍。前当主の宇都宮公綱とは敵対関係となった。
観応の擾乱で春日顕時に隙を突かれ紀党益子氏の居城である西明寺城や清党の八木岡城を落とされたりしたが、薩埵峠の戦いなどで活躍し、足利尊氏の勝利に貢献した。清党の芳賀氏は薩埵山体制下で上野国、越後国の事実上の守護代を任されるほどにまでなった。
『太平記』によれば芳賀禅可は清党のことを「東国に名ある武士は多しといえども、弓矢の道において指をさされぬは、ただ我が一党なり」と言い放っている。
しかし体制崩壊後、越後・上野守護代職を奪われたことで激怒した芳賀禅可が上杉憲顕に対してクーデターを起こすが敗北。家臣を多く失い弱体化してしまった。さらに宇都宮氏も徐々に没落し、不遇の時代を迎えることとなる。

### 戦国時代

#### 芳賀氏の最盛期と没落
享徳の乱では芳賀成高などが活躍しており、文明9年（1477年）の合戦で益子延正が討死。当主の宇都宮正綱は病死という散々な結果だった。清党芳賀氏は宇都宮明綱、宇都宮正綱が幼くして家督を継いだ際にも彼らを支え、家中の中でもかなり強大な権力を有したのに対し、紀党益子氏は徐々に没落していった。
その後、正綱の嫡男の宇都宮成綱と武茂氏の間で家督を巡った争いが勃発。芳賀高益は単独で成綱を支持し、武茂氏と芳賀氏の政争にまで発展。この争いに芳賀氏は勝利し、さらなる権力を得た。
その後、芳賀景高、芳賀高勝と清党による専横が続くことになった。
永正期には古河公方の対立を機に宇都宮成綱と芳賀高勝の対立が表面化し、高勝は成綱を恐れ、謀略によって成綱を隠居させ、宇都宮忠綱を擁立することに成功するが、成綱の方が一枚上手だったために宇都宮錯乱で敗北。清党の軍事力は大きく弱体化した。高勝は成綱に殺され、芳賀高経、芳賀高孝は助命されたが、宇都宮城に抑留させられた。宇都宮成綱によって家中は成綱を頂点とする支配体制に取り込まれた。この間に古河公方の対立に連動して宇都宮成綱と佐竹義舜が北関東の覇権を巡り争った竹林の戦い・縄釣の戦いが発生しているが紀清両党も活躍している。
大永期には忠綱の家中の統制強化に反対する芳賀高経、芳賀高孝、益子勝清、益子勝宗、塩谷孝綱などが宇都宮興綱を擁立。さらには結城政朝と手を組んで忠綱を追放することに成功した。興綱の代に再び清党及び芳賀氏は復権に成功している。
天文期には芳賀高経が急激に勢力を伸ばす壬生綱房と小山氏を巡る外交政策で対立。綱房は宇都宮俊綱に接近し、高経は孤立化する。その後反乱を起こすが敗北し、俊綱に殺された。

#### 益子氏の復権
芳賀高経の後を継いだのは益子勝宗の三男芳賀高定であり、この時期の紀清両党は清党も紀党も当主が紀氏系だった。
しかし、天文13年（1544年）には水谷正村による下野侵攻によって中村玄角や八木岡定家を失ったり、天文14年（1545年）3月には益子勝宗が兄の益子勝家を殺害し、家督を奪った。そのことが原因で水谷正村の下へ逃れるなど、困難を極めた。
天文18年（1549年）五月女坂の戦いで宇都宮尚綱が討死すると、壬生綱房が宇都宮城を占拠したため、まだ幼い宇都宮広綱を連れて真岡城に逃れる。
高定の懸命な活躍によって弘治3年（1557年）に宇都宮城を奪還することに成功している。
その後は家中の代表として広綱を支えており、佐竹氏との婚姻成立などにも貢献した。芳賀氏の家督は息子ではなく、高経の子芳賀高継に譲り、自身は隠居した。

#### 益子氏の離反～紀党の滅亡～
益子勝宗は兄の殺害後、水谷正村の下へ逃れていたが許されたことによって再び益子へ戻っており、甲斐国の武田信玄と結んだりなど主家とはやや独立した行動を多くしていたが、紀党益子氏一門はその独立性を保ちながらも宇都宮氏に対しては恭順的なものであった。
しかし、芳賀高継による益子氏冷遇や益子家宗が家督を継ぐにあたって周辺地域が混乱したこと、天正12年（1584年）に、紀党の七井勝忠が宇都宮氏に反乱を起こし、毒殺されたことなどが原因で益子氏は宇都宮氏に反乱を起こした。
益子家宗は宇都宮国綱の追討によって討死し、益子氏は一族の益子重綱が継いで何とか存続したが、今度は宇都宮一族の笠間氏との対立が表面化し、紀党は笠間氏と度々合戦をするが、敗北し、下総国や常陸国へ逃れた。

#### 宇都宮氏改易まで
天正期には後北条氏による侵攻が本格化しており、撃退には成功しているものの、こちらから攻めることはできなかった。
芳賀高継は、1580年代年半ばに、宇都宮広綱の正室・南呂院らの要望で、宇都宮国綱の弟・時綱（後の芳賀高武）に跡を譲り、宇都宮に近い芳賀家の飛山城に隠居した。
芳賀高武ら清党は天正18年（1590年）の豊臣秀吉の小田原征伐に参陣し、下野宇都宮氏の所領安堵に貢献した。
しかし、その後芳賀高武は浅野長政の子を宇都宮氏の養子として迎える問題で紛争を起こしてしまい、それが原因で下野宇都宮氏は改易されてしまった。
その後はお家再興に尽力した。